# لوكاس بويلي
لوكاس بويلي (بالفرنسية: Lucas Pouille)‏ مواليد 23 فبراير 1994 في فرنسا، هو لاعب كرة مضرب فرنسي بدأ مسيرته كمحترف سنة 2013 يلعب باليد اليمنى ويحتل اليوم المرتبة رقم 70 (14 كانون أول/ديسمبر 2020) في تصنيف رابطة محترفي كرة المضرب. أعلى تصنيف له في الفردي كان المركز الـ 64 في سنة 2015.

## الخط الزمني للفردي
مفتاح
| ف | ن | ن.ن | ر.ن | د# | د.م | ل | أ.أ | ت | غ | ب | ف | ذ | م.خ | ل.ت |

(ف) فاز بالبطولة (ن) وصل النهائي (ن.ن) نصف النهائي (ر.ن) ربع النهائي (د#) الأدوار الأربعة الأولى (د.م) دور المجموعات (ل) شارك في كأس ديفيز (أ.أ) خرج من الأدوار الاولى (ت) خسر التصفيات التأهيلية (غ) غاب عن الحدث أو البطولة (ب) حصل على ميدالية برونزية (ف) حصل على ميدالية فضية (ذ) حصل على ميدالية ذهبية (م.خ) بطولة الماسترز خُفضت إلى مرتبة أقل (ل.ت) البطولة لم تعقد في السنة المعينة.
لتجنب الارتباك وازدواجية الحساب، يتم تحديث هذه المعلومات إما في نهاية البطولة، أو عندما تكون مشاركة اللاعب في البطولة قد انتهت.
| دورات الجراند سلام            |     |     |     |     |
| بطولة أستراليا المفتوحة للتنس | ت2  | د1  | د1  | 0–2 |
| دورة رولان غاروس الدولية      | د2  | د1  | د1  | 1–3 |
| بطولة ويمبلدون                | غ   | ت1  | د1  | 0–1 |
| أمريكا المفتوحة               | ت2  | غ   | د1  | 0–1 |
| فوز-خسارة                     | 1–1 | 0–2 | 0–4 | 1–7 |

## روابط خارجية
- لوكاس بويلي على موقع رابطة محترفي التنس (الإنجليزية)
- لوكاس بويلي على موقع الاتحاد الدولي لكرة المضرب (الإنجليزية)
- لوكاس بويلي على موقع كأس ديفيز (الإنجليزية)
- لوكاس بويلي على موقع بطولة ويمبلدون (الإنجليزية)
- لوكاس بويلي على موقع خلاصة التنس.كوم (الإنجليزية)
- لوكاس بويلي على موقع إي إس بي إن.كوم (الإنجليزية)

الصفحة الخاصة باللاعب لوكاس بويلي في موقع رابطة محترفي كرة المضرب.